# Bec de coral melba
El bec de coral melba o pitília d'ales verdes (Pytilia melba) és una espècie d'ocell de la família Estrildidae àmpliament distribuïda a Àfrica. S'ha estimat que el seu hàbitat aconsegueix els 6.000.000 km². Mesura entre 12 i 13 cm.
El seu estat de conservació segons la Llista Vermella és de baix risc (LC).